# Dnevnik (Novi Sad)
Pour les articles homonymes, voir Dnevnik.
Dnevnik (en serbe cyrillique : Дневник ; en français : Le Quotidien) est un quotidien serbe publié à Novi Sad, la capitale de la province autonome de Voïvodine, en Serbie.

## Histoire

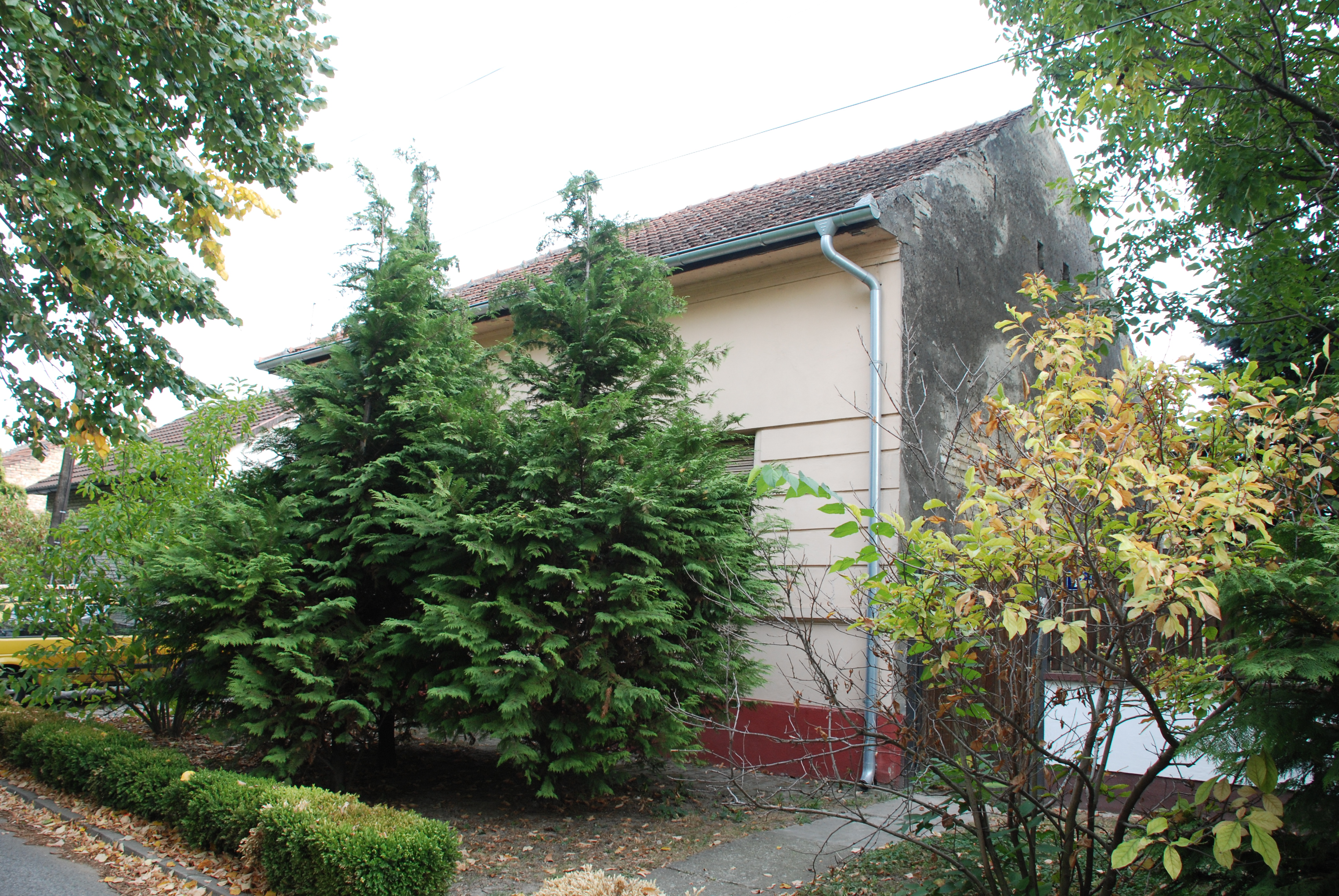
L'ancien quartier général des Partisans à Novi Sad

Le journal a été fondé en 1942, à un moment où la Voïvodine était occupée par l'armée hongroise alliée aux puissances de l'Axe ; il portait alors le nom de Slobodna Vojvodina, la Voïvodine libre. Le premier numéro fut publié le 15 novembre 1942 en tant qu'organe du Conseil provincial de libération nationale et imprimé dans le sous-sol d'une maison de Novi Sad qui servait de quartier général aux Partisans de Tito, aujourd'hui inscrite sur la liste des monuments culturels de grande importance de la république de Serbie et transformée en musée de la Presse (identifiant no SK 1149),. Son premier rédacteur en chef était Svetozar Marković Toza qui fut exécuté par les forces d'occupation le 9 février 1943 et, après la Seconde Guerre mondiale, élevé la dignité de héros national de la Yougoslavie par les autorités communistes.
Le 1er janvier 1953, le journal a pris son nom officiel actuel de Dnevnik.